# 官涌街

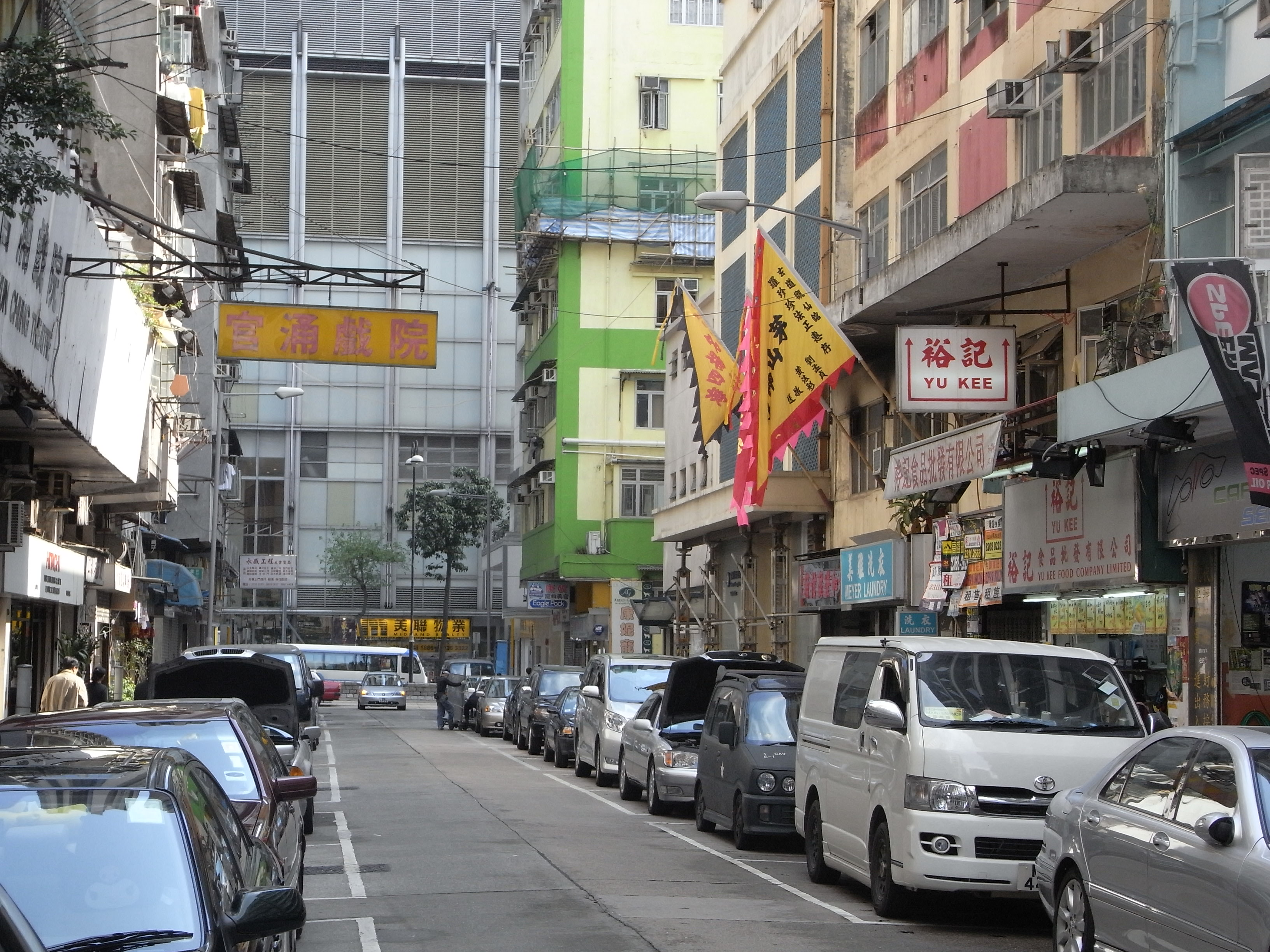
南望街景

官涌街（英語：Kwun Chung Street）是香港九龍佐敦的街道，南起柯士甸道，北接閩街，地名來源自道路原址的「官涌山」。

## 歷史
官涌街於1909年開闢。1906年丙午風災後，政府決定興建油麻地避風塘，當時需要泥土築堤，便把官涌山夷平。後於原址興建一條道路，並命名為「官涌街」，以紀念昔日的官涌山。
位於官涌街尾的九龍佐治五世紀念公園，常舉辦區內廟會及節日勝會，當中包括大型的「油麻地旺角區四方街潮僑街坊盂蘭勝會」及「尖沙咀官涌街坊盂蘭勝會」。

## 著名地點
- 官涌市政大廈
- 九龍佐治五世紀念公園
- 官涌戲院（已拆卸）

## 圖片

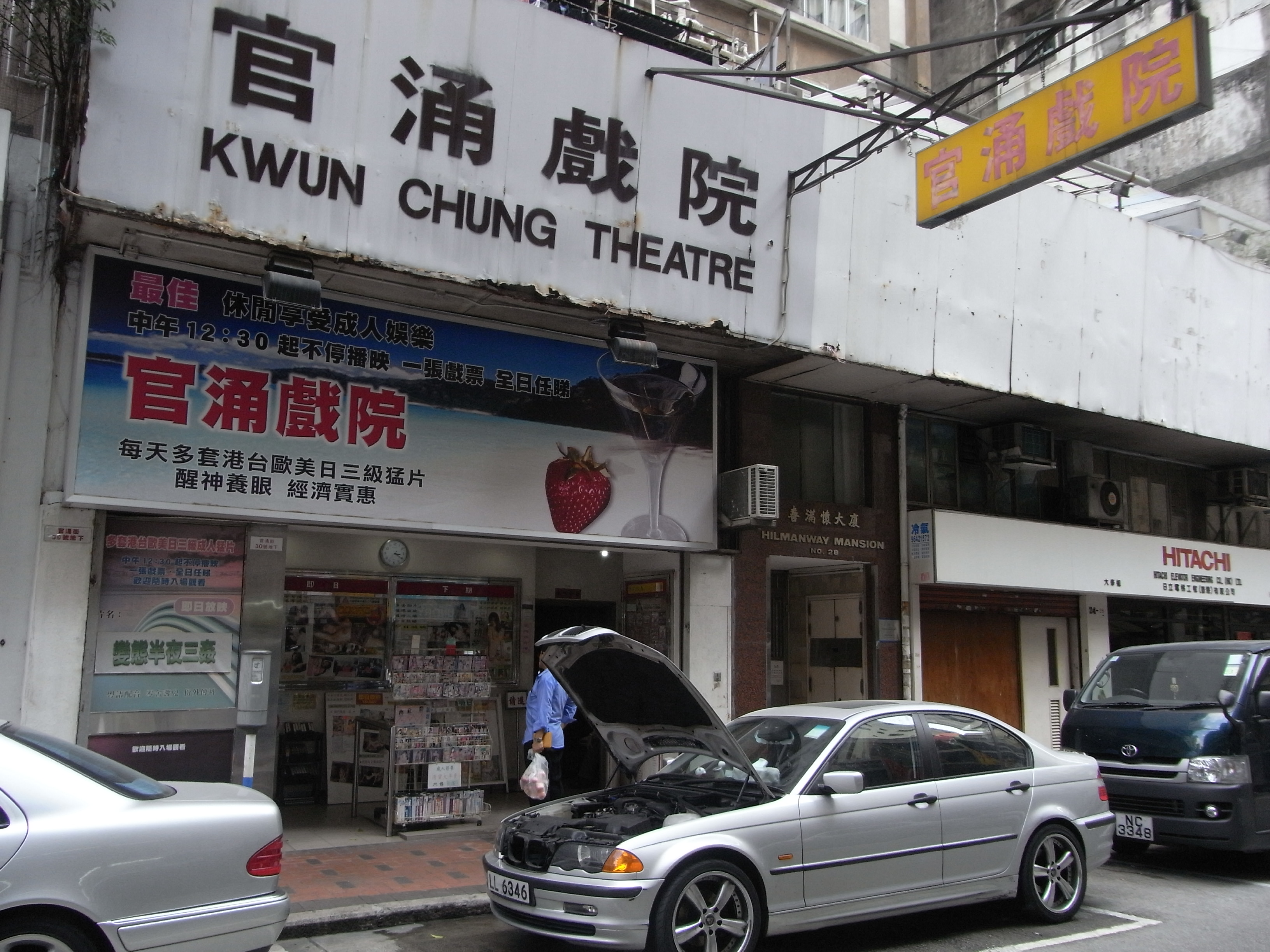
官涌戲院（已結業）
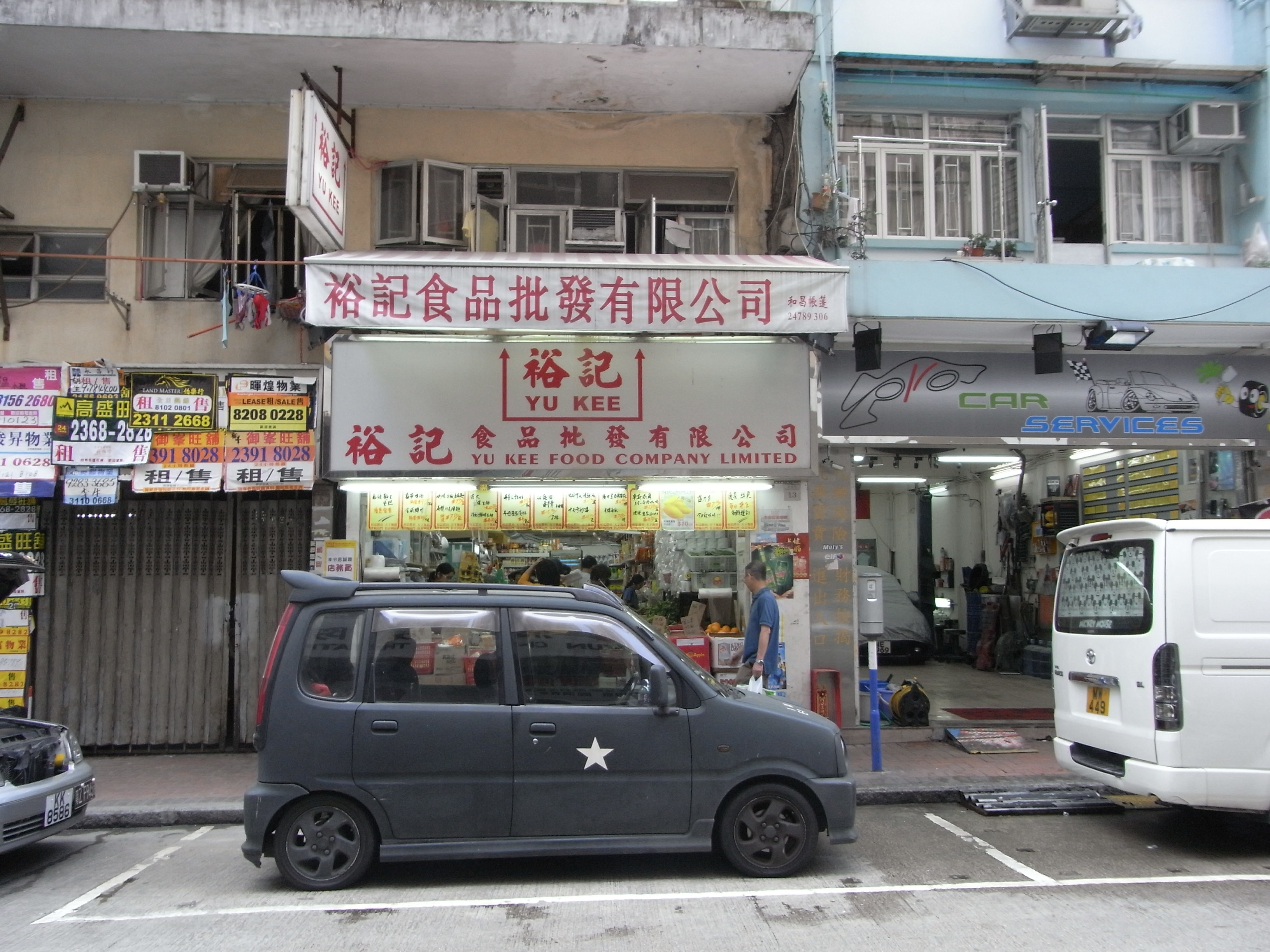
裕記食品店（已結業）